# Einzingen (Allstedt)
Einzingen ist ein Ortsteil der Stadt Allstedt im Landkreis Mansfeld-Südharz in Sachsen-Anhalt.

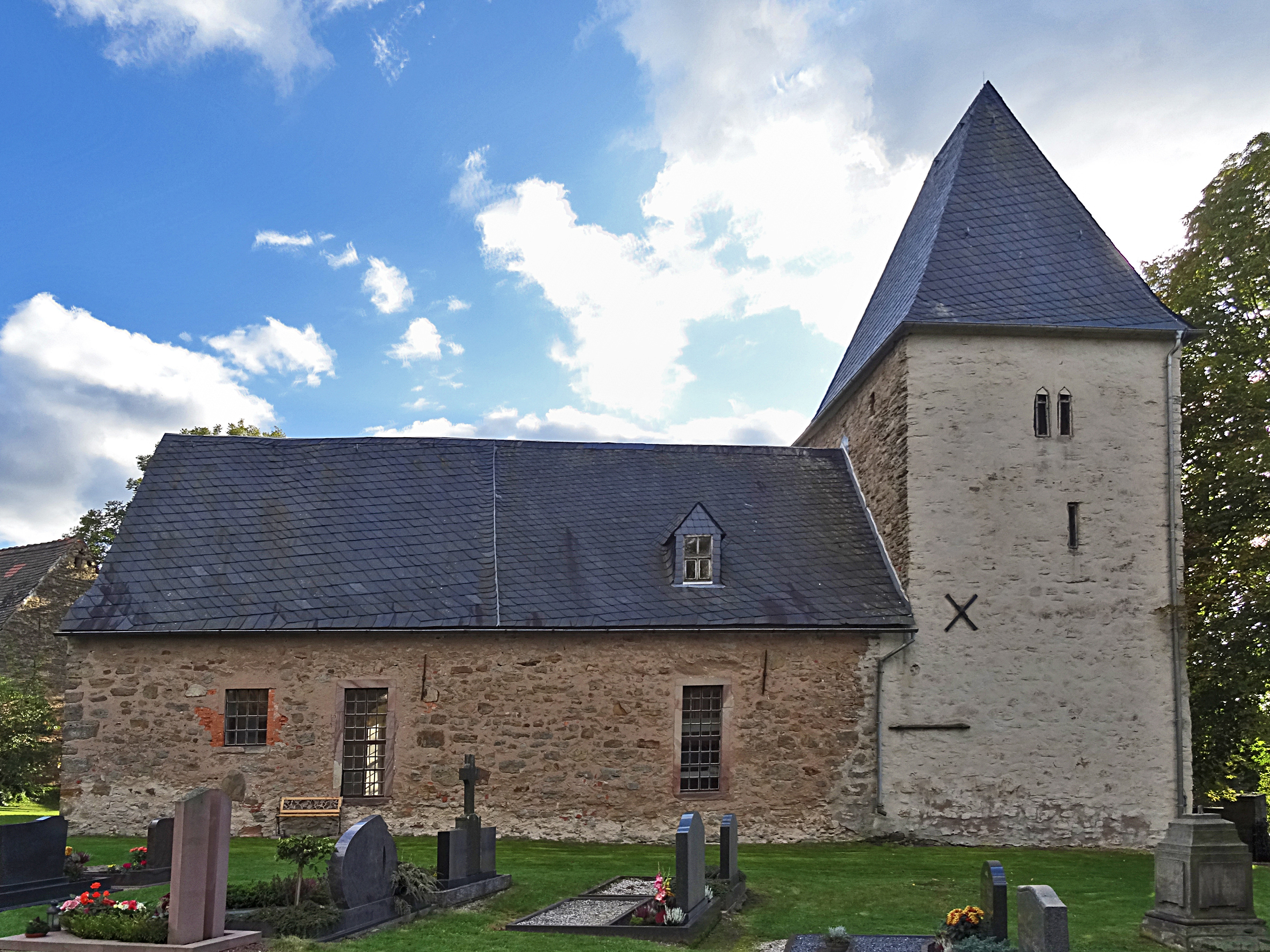
Dorfkirche Einzingen

## Lage
Das Dorf liegt 2,6 km westlich von Nienstedt, dessen Ortsteil Einzingen bis zum 31. Dezember 2009 war. Außerdem befindet sich der Ortsteil nördlich der Bundesautobahn 38 und südöstlich der Stadt Sangerhausen.

## Geschichte
In einem zwischen 881 und 899 entstandenen Verzeichnis des Zehnten des Klosters Hersfeld wird Einzingen als zehntpflichtiger Ort [En]zinga im Friesenfeld erstmals urkundlich erwähnt. Der Ort gehörte zum Amt Allstedt.
Mit Wirkung vom 1. Oktober 1945 wurde das bis dahin in Thüringen liegende Einzingen der Provinz Sachsen zugeordnet.